# Colletotrichum capsici
Colletotrichum capsici là một sinh vật gây bệnh cho cây khiến rụi lá ở các loài Chlorophytum borivilianum, húng quế, đậu hồi và ớt cũng như bệnh lụi mầm con ở đậu săng và thối cây ở cây trạng nguyên.